# ISO 15919
L'ISO 15919 è uno standard internazionale per la traslitterazione degli alfabeti brahmì in caratteri latini, messo a punto nel 2001. Esso fa uso di segni diacritici, per tener conto del numero molto più grande di vocali e consonanti nell'alfabeto alfabeto Brahmi rispetto a quello latino.

## L'ISO 15919 e gli altri sistemi
- L'ISO 15919 è uno standard internazionale per la romanizzazione di numerosi alfabeti indiani, concordato nel 2001 da una rete di istituti nazionali per la standardizzazione di 157 Paesi.[1]

- Un altro standard, denominato UNRSGN (United Nations Romanization Systems for Geographical Names, in italiano: Sistemi di romanizzazione delle Nazioni Unite per i nomi geografici), è stato sviluppato dall'UNGEGN (United Nations Group of Experts on Geographical Names, in italiano: Gruppo di esperti delle Nazioni Unite sui nomi geografici)[2], e riguarda anch'esso vari alfabeti indiani.

- L'ALA-LC è stato approvato dalla Library of Congress e dalla American Library Association ed è uno standard negli Stati Uniti.

- Lo IAST non è uno standard, in quanto non esiste alcun documento approvato formalmente al riguardo, bensì una convenzione, sviluppata in Europa, per la traslitterazione del sanscrito piuttosto che degli alfabeti indiani in generale.

## Confronto con UNRSGN e IAST
La tabella sottostante mostra le differenze fra ISO 15919, UNRSGN e IAST per la traslitterazione del Devanagari.
| Devanagari | ISO 15919 | UNRSGN | IAST | Commento |
| ---------- | --------- | ------ | ---- | --- |
| ए / े       | ē         | e      | e    | Per distinguere fra la 'e' breve e quella lunga nelle lingue dravidiche; 'e' invece rappresenta ऎ / ॆ. Si noti che l'uso di ē è da considerarsi facoltativo nell'ISO 15919, potendosi usare e per rappresentare ए nelle lingue che non distinguono la 'e' breve e quella lunga. |
| ओ / ो       | ō         | o      | o    | Per distinguere fra la 'o' breve e quella lunga nelle lingue dravidiche; 'o' invece rappresenta ऒ / ॊ. Si noti che l'uso di ō è da considerarsi facoltativo nell'ISO 15919, potendosi usare o per rappresentare ओ nelle lingue che non distinguono la 'o' breve e quella lunga. |
| ऌ / ॢ       | l̥         | l̤      | ḷ    | Nell'ISO 15919, ḷ viene usata per rappresentare ळ. |
| ॡ / ॣ       | l̥̄         |        | ḹ    | Per coerenza con l̥. |
| ं           | ṁ         | ṁ      | ṃ    | Nell'ISO 15919, ṃ viene usata per rappresentare il Tippi del Gurmukhi ( ੰ). |
| ऋ / ृ       | r̥         | ṛ      | ṛ    | Nell'ISO 15919, ṛ viene usata per rappresentare ड़. |
| ॠ / ॄ       | r̥̄         | ṝ      | ṝ    | Per coerenza con r̥ |